# Liste der Biografien/Esp
Liste der Biografien |
Portal Biografien |
Personensuche
# |
A |
B |
C |
D |
E |
F |
G |
H |
I |
J |
K |
L |
M |
N |
O |
P |
Q |
R |
S |
T |
U |
V |
W |
X |
Y |
Z |
?
 
Ea |
Eb |
Ec |
Ed |
Ee |
Ef |
Eg |
Eh |
Ei |
Ej |
Ek |
El |
Em |
En |
Eo |
Ep |
Eq |
Er |
Es |
Et |
Eu |
Ev |
Ew |
Ex |
Ey |
Ez
 
Esa |
Esb |
Esc |
Esd |
Ese |
Esf |
Esg |
Esh |
Esi |
Esk |
Esl |
Esm |
Esn |
Eso |
Esp |
Esq |
Esr |
Ess |
Est |
Esu |
Esw |
Esz
Die Liste der Biografien führt alle Personen auf, die in der deutschsprachigen Wikipedia einen Artikel haben. Dieses ist eine Teilliste mit 300 Einträgen von Personen, deren Namen mit den Buchstaben „Esp“ beginnt.

## Esp

### Espa
- Espada, Angel (* 1948), puerto-ricanischer Boxer, Weltmeister im Weltergewicht
- Espada, Pedro (* 1953), US-amerikanischer Politiker
- Espadas, Guty (* 1954), mexikanischer Boxer im Fliegengewicht
- Espadas, Guty junior (* 1974), mexikanischer Boxer
- Espagnat, Bernard d’ (1921–2015), französischer theoretischer Physiker und Wissenschaftsphilosoph
- Espagne, Christian (1794–1838), deutscher Drucker und Lithograf
- Espagne, Franz (1828–1878), deutscher Musikwissenschaftler und Bibliothekar
- Espagne, Jean Louis Brigitte (1769–1809), französischer General der Kavallerie
- Espagne, Michel (* 1952), französischer Geisteswissenschaftler
- Espagnet, Étienne d’, französischer Jurist und Gelehrter
- Espagnet, Jean D’ (1564–1637), französischer Anwalt, Politiker und Alchemist
- Espagnolle, Jean (1829–1918), französischer Autor, Romanist und Baskologe
- Espaillat, Adriano (* 1954), US-amerikanischer Politiker der Demokratischen Partei
- Espaillat, Joseph (* 1976), US-amerikanischer Geistlicher, römisch-katholischer Weihbischof in New York
- Espaillat, Ulises Francisco (1823–1878), Präsident der Dominikanischen Republik
- Espala, Ricardo (1958–1999), uruguayischer Fußballspieler
- Espaliú, Pepe (1955–1993), spanischer Künstler
- Espallargas, Nuria (* 1979), spanische Chemikerin und Professorin an der Technisch-Naturwissenschaftlichen Universität Norwegens (NTNU)
- Espalter, José (1868–1940), uruguayischer Politiker
- Espalter, Ricardo (1924–2007), uruguayischer Schauspieler
- España, Crisanto (* 1964), venezolanischer Boxer im Weltergewicht
- España, Ernesto (* 1954), venezolanischer Boxer im Leichtgewicht
- España, Jesús (* 1978), spanischer Langstreckenläufer
- España, Lucio (1971–2005), kolumbianischer Fußballspieler
- España, Miguel (* 1964), mexikanischer Fußballspieler
- España, Trini (1937–2009), spanische Flamenco-Tänzerin
- Espanca, Florbela (1894–1930), portugiesische Lyrikerin
- Español, Julian (1904–1994), spanischer Radrennfahrer
- Espar Moya, Francesc (* 1963), spanischer Handballspieler und Handballtrainer
- Espar Moya, Josep (* 1976), spanischer Handballtrainer und -spieler
- Espar, Anna (* 1993), spanische Wasserballspielerin
- Espar, Clara (* 1994), spanische Wasserballspielerin
- Esparbès de Lussan, François d’ († 1628), französischer Aristokrat und Militär, Marschall von Frankreich
- Esparbès, Paul (1896–1934), französischer Mittelstreckenläufer
- Espargaró, Aleix (* 1989), spanischer MotorradrennfahrerAleix Espargaró (* 1989)

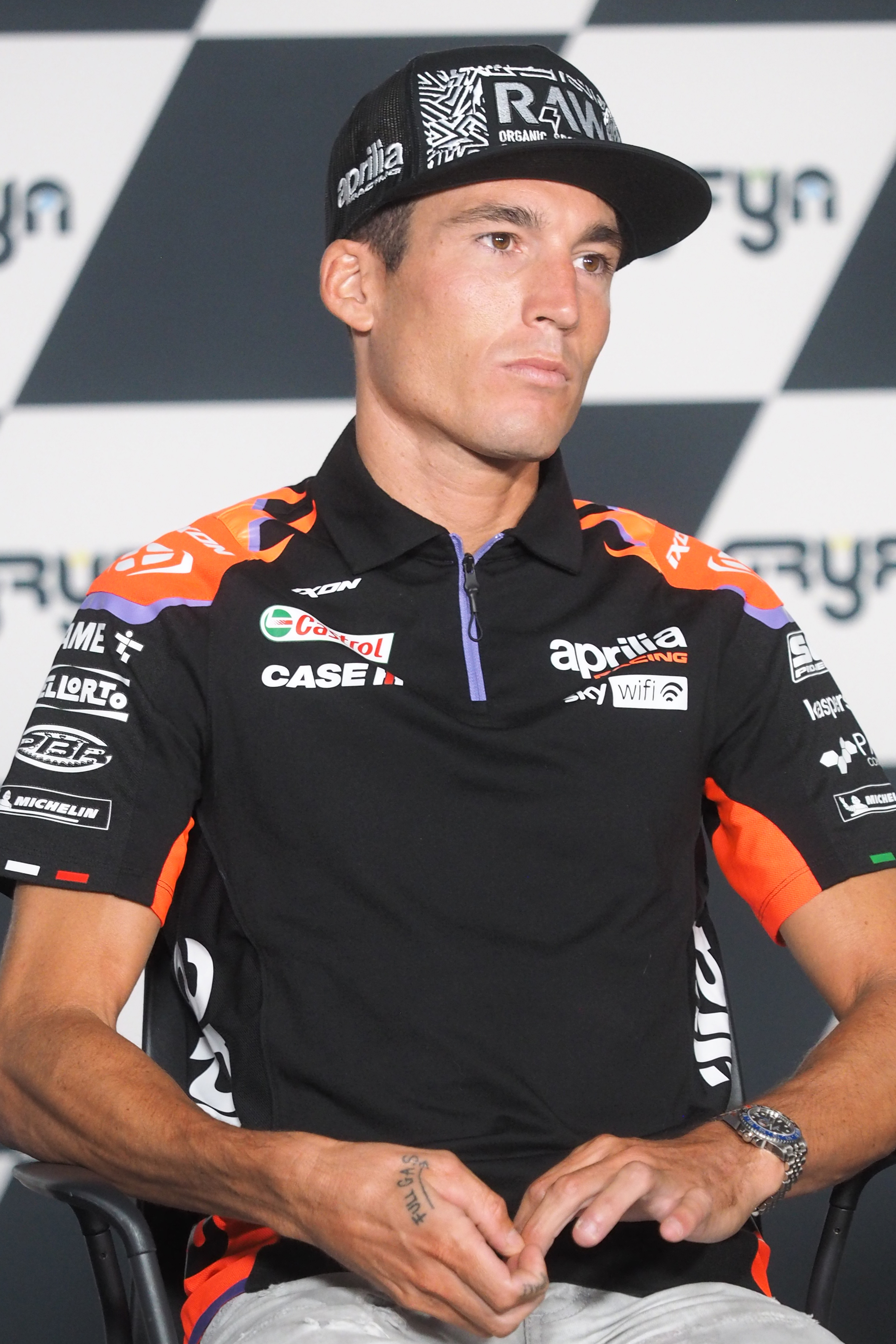
Aleix Espargaró (* 1989)

- Espargaró, Pol (* 1991), spanischer Motorradrennfahrer
- Espárrago, Víctor (* 1944), uruguayischer Fußballspieler und -trainer
- Esparragoza Moreno, Juan José (1949–2014), mexikanischer Drogenhändler und Polizist
- Esparragoza, Antonio (* 1959), venezolanischer Boxer
- Espartero, Baldomero (1792–1879), spanischer Militär und Politiker
- Esparza Oteo, Alfonso (1894–1950), mexikanischer Komponist, Pianist und sänger
- Esparza, Adolfo (* 1969), chilenischer Fußballspieler
- Esparza, Antonio (* 1962), spanischer Radrennfahrer
- Esparza, Audrey (* 1986), US-amerikanische Schauspielerin
- Esparza, Fausto (* 1974), mexikanischer Radrennfahrer
- Esparza, Gabriel (* 1973), spanischer Taekwondoin
- Esparza, Manuel (* 1951), spanischer Radrennfahrer
- Esparza, Marlen (* 1989), US-amerikanische Boxerin
- Esparza, Moctesuma (* 1949), US-amerikanischer Filmproduzent, Unterhaltungsmanager, Unternehmer und Aktivist
- Esparza, Omar (* 1988), mexikanischer Fußballspieler
- Esparza, Raúl (* 1970), US-amerikanischer Schauspieler und MusicaldarstellerRaúl Esparza (* 1970)

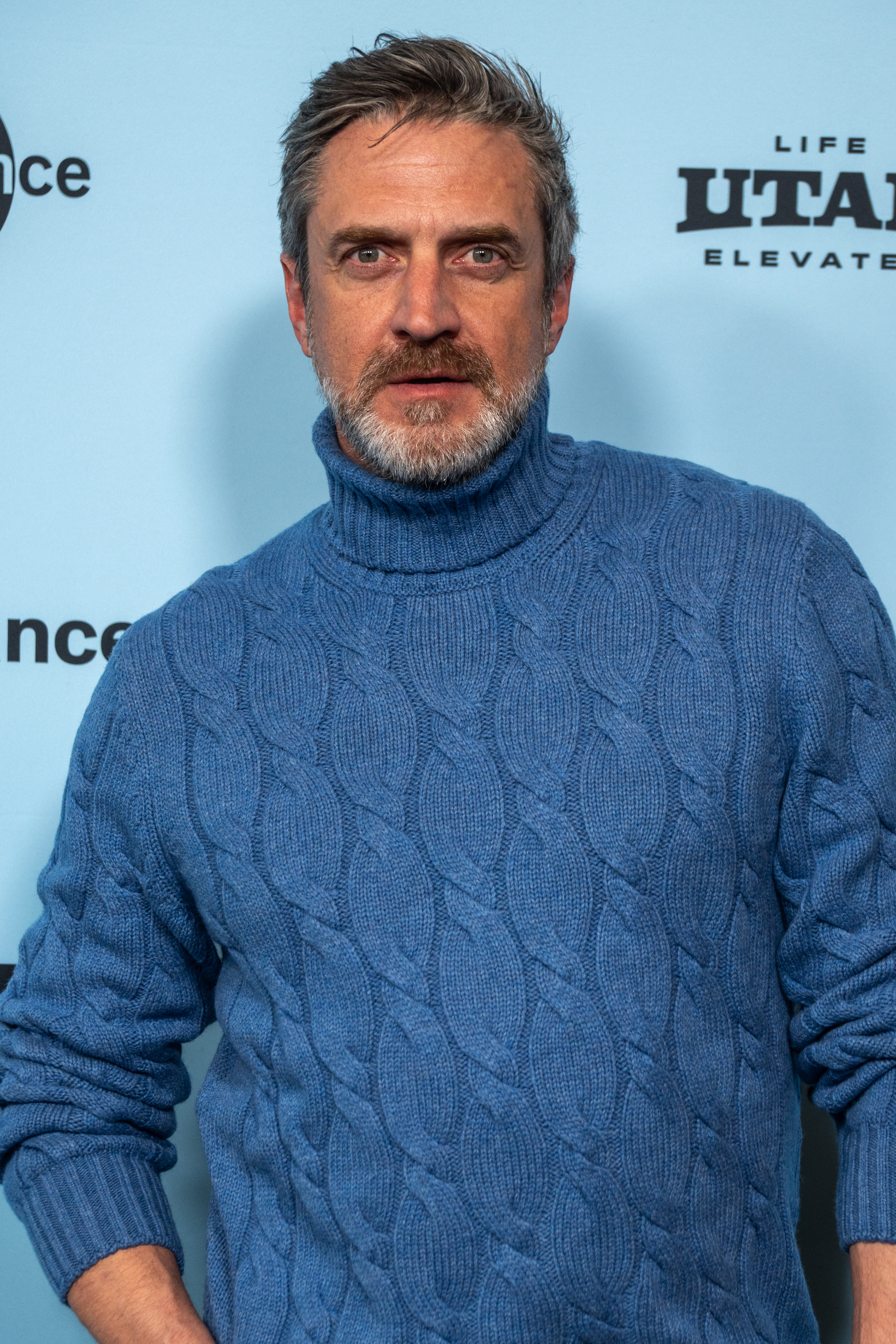
Raúl Esparza (* 1970)

### Espe
- Espe, Hans (1885–1965), deutscher Lehrer und Romanist
- Espe, Karl August (1804–1850), deutscher Theologe, Pädagoge und Autor
- Espedal, Lene (* 1983), norwegische Fußballspielerin
- Espedal, Tomas (* 1961), norwegischer Schriftsteller und Hochschullehrer
- Espejo Ayca, Elvira (* 1981), bolivianische Weberin, Textilkünstlerin, Kunstwissenschaftlerin, Dichterin, Essayistin und Musikerin
- Espejo, Eugenio († 1795), Schriftsteller, Arzt, Anwalt und Vordenker der Unabhängigkeit Ecuadors und Lateinamerikas
- Espejo, Eva (* 1986), mexikanische Fußballtrainerin
- Espel, Guillo (* 1959), argentinischer Komponist und Gitarrist
- Espel, Santiago (* 1960), argentinischer Schriftsteller
- Espelage, Bernard T. (1892–1971), US-amerikanischer Geistlicher, Bischof von Gallup
- Espeland, Oskar (* 2001), norwegischer Volleyballspieler
- Espeland, Stefan (* 1989), norwegischer Eishockeyspieler
- Espeloer, Peter (* 1960), deutscher Schauspieler
- Espelund, Johannes (1885–1952), norwegischer Sportschütze
- Espen, Carl (* 1982), norwegischer Sänger
- Espen, Cees Van (* 1938), niederländischer Radrennfahrer
- Espen, Zeger Bernhard van (1646–1728), niederländischer Kirchenrechtler
- Espenak, Fred (1953–2025), US-amerikanischer Astrophysiker
- Espenberg, Karl (1761–1822), deutsch-baltischer Arzt, Forscher und Entdeckungsreisender
- Espendiller, Michael (* 1989), deutscher Politiker (AfD)Michael Espendiller (* 1989)

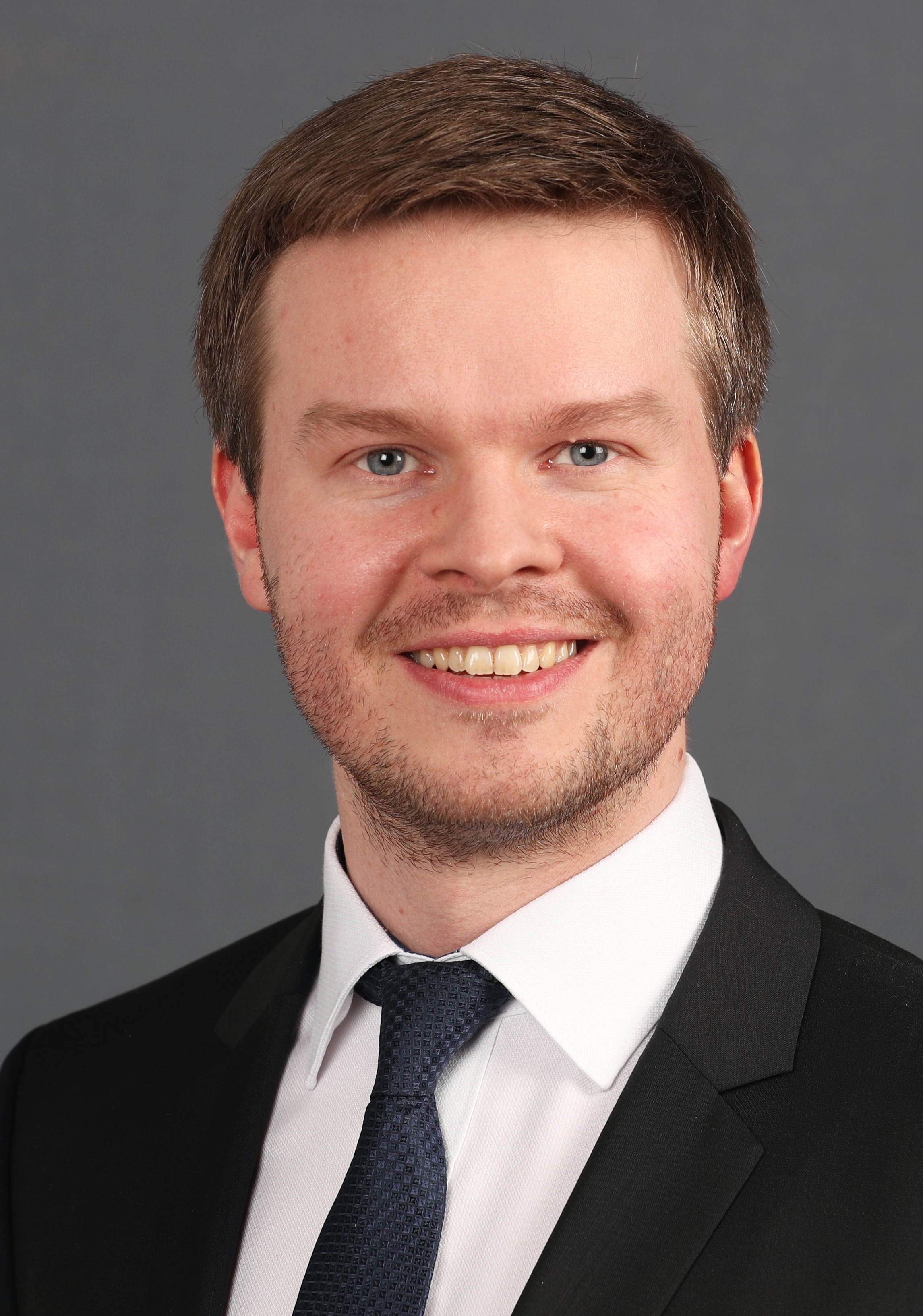
Michael Espendiller (* 1989)

- Espenhahn, Fritz (1862–1927), deutscher Cellist
- Espenhahn, Fritz, deutscher Basketballtrainer
- Espenhayn, Kay (1968–2002), deutsche Schwimmerin im Behindertensport
- Espenhorst, Martin (* 1965), deutscher Historiker
- Espenlaub, Fritz (* 1994), deutscher Tech-Journalist, Ökonom und Podcast-Host
- Espenlaub, Gottlob (1900–1972), deutscher Flieger und Flugzeugkonstrukteur
- Espenschied, Christopher (* 1967), amerikanisch-deutscher Pianist, Musikpädagoge und Komponist
- Espenschied, Dragan (* 1975), deutscher Chiptune-Musiker und Medienkünstler
- Espenschied, Lloyd (1889–1986), US-amerikanischer Elektrotechniker
- Espensen, Tiffany (* 1999), chinesisch-amerikanische Schauspielerin
- Espenson, Jane (* 1964), US-amerikanische Drehbuchautorin, Comicautorin und Fernsehproduzentin
- Esper, Annemarie (1934–2004), deutsche Schauspielerin und Hörspielsprecherin
- Esper, Eugen Johann Christoph (1742–1810), deutscher Entomologe, Botaniker, Pathologe und Mineraloge
- Esper, Johann Friedrich (1732–1781), deutscher Naturforscher und Theologe
- Esper, Johann Nicolaus (1670–1717), deutscher Pfarrer und Schriftsteller
- Esper, Mark (* 1964), US-amerikanischer PolitikerMark Esper (* 1964)

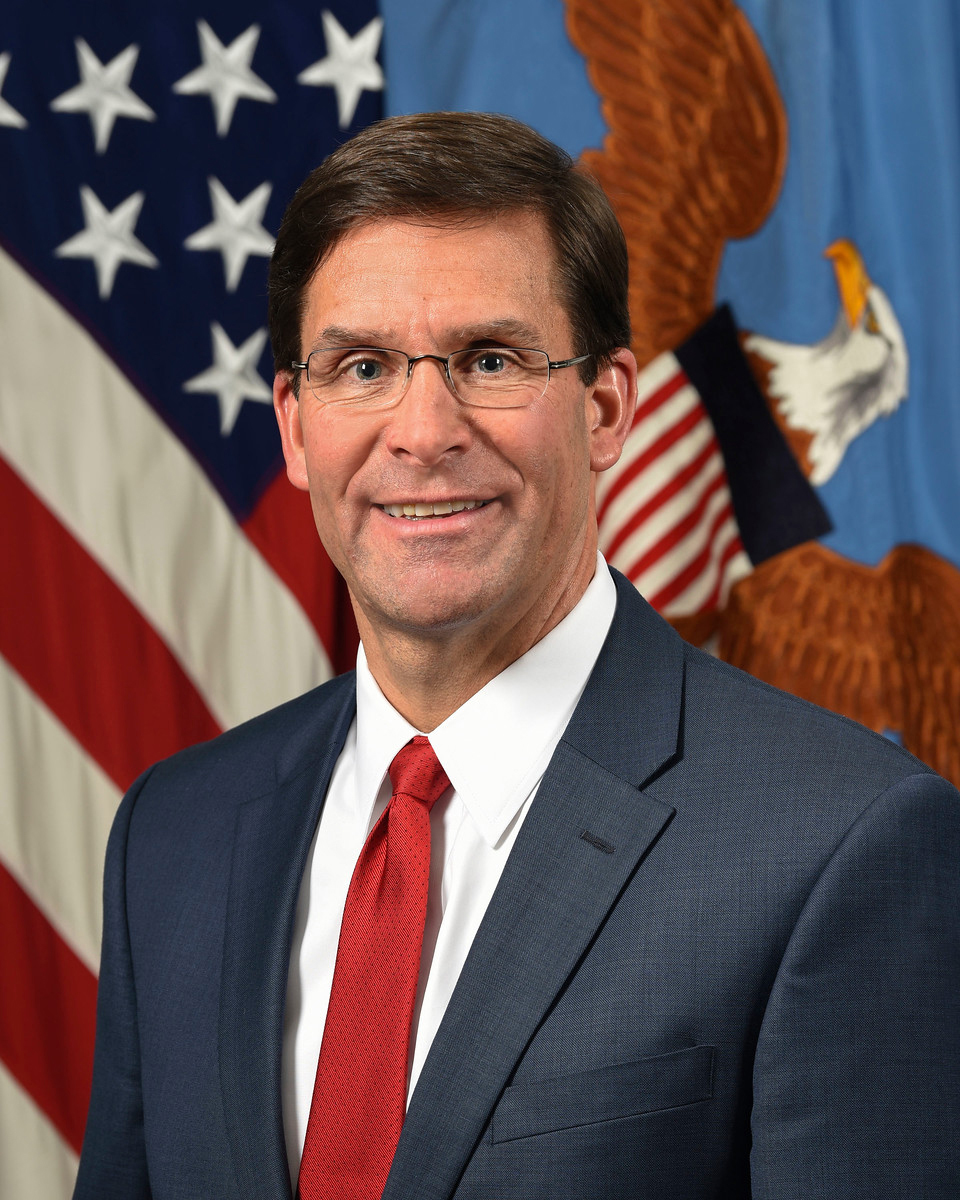
Mark Esper (* 1964)

- Espérandieu, Émile (1857–1939), französischer Militär, Klassischer Archäologe und Epigraphiker
- Espérandieu, Henri-Jacques (1829–1874), französischer Architekt
- Esperanza, Jesús (* 1948), spanischer Radrennfahrer
- Esperanzate, Leighanne (* 2005), englische Schauspielerin
- Esperati, Giuliano (* 1933), italienischer Schauspieler
- Espericueta, Jorge (* 1994), mexikanischer Fußballspieler
- Esperlin, Joseph (1707–1775), oberschwäbischer und Basler Maler des Spätbarock und Rokoko
- Espermüller, Klaus (* 1938), deutscher Karikaturist
- Espernberger, Martin (* 2003), österreichischer Schwimmer
- Espero, Will (* 1960), US-amerikanischer Politiker
- Esperón, Manuel (1911–2011), mexikanischer Filmkomponist
- Espersen, Anne Sofie (* 1973), dänische Schauspielerin
- Espersen, Lene (* 1965), dänische Ökonomin und Politikerin (Konservativen Volkspartei), Mitglied des Folketing
- Espersen, Ole (1934–2020), dänischer Politiker und Justizminister
- Espersen, Peter (* 1968), dänischer Badmintonspieler
- Espersen, Søren (* 1953), dänischer Politiker und Journalist
- Esperstedt, Amalie (1785–1861), deutsche Theaterschauspielerin
- Esperstedt, Johann Friedrich (1783–1861), deutscher Hoftheaterbeamter
- Espert, José Luis (* 1961), argentinischer Ökonom und Politiker
- Espert, Núria (* 1935), spanische Schauspielerin (Katalonien)
- Espeseth, Gro (* 1972), norwegische Fußballspielerin
- Espeseth, Robert (* 1953), US-amerikanischer Ruderer
- Espeter, Manfred (1930–1992), deutscher Glasmaler und Bildhauer
- Espey, Lore, deutsche Schauspielerin

### Espi
- Espiard von Colonge, Benignus (1754–1837), bayerischer Generalleutnant französischer Herkunft
- Espiard von Colonge, Franz Alexander (1748–1814), bayerischer Generalmajor
- Espig, Frank (* 1949), deutscher Fußballspieler
- Espig, Lutz (* 1949), deutscher Großmeister im Schach
- Espig, Walter (1921–1993), deutscher Fußballspieler
- Espiga, Ismael (* 1978), uruguayischer Fußballspieler
- Espigares, Alexandre, spanisch-luxemburgischer Animator und Filmregisseur
- Espín y Guillén, Joaquín (1812–1881), spanischer Komponist und Musiker
- Espin, Thomas Henry Espinell Compton (1858–1934), britischer Astronom
- Espín, Vilma (1930–2007), kubanische PolitikerinVilma Espín (1930–2007)

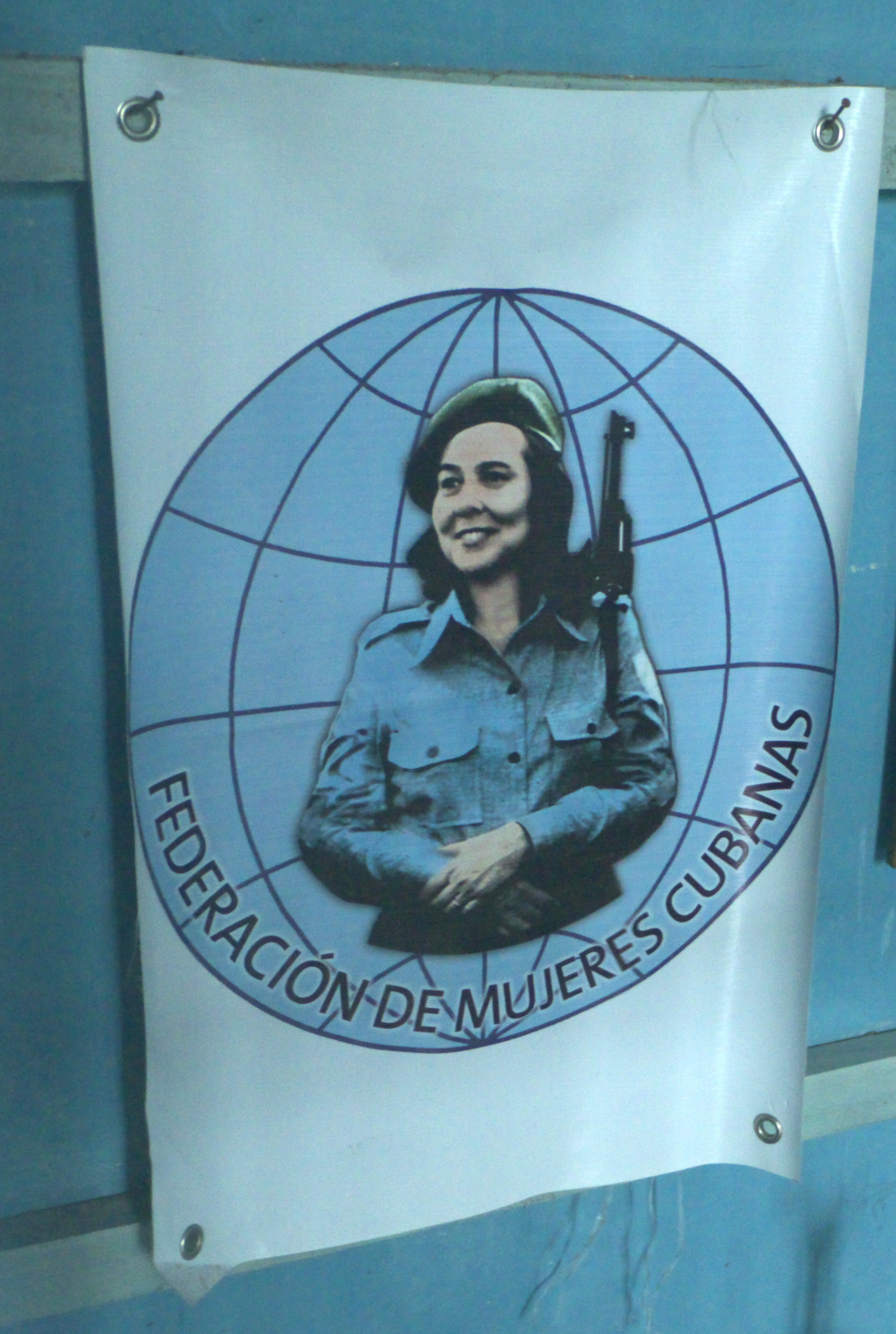
Vilma Espín (1930–2007)

- Espina Salguero, Gustavo Adolfo (1946–2024), guatemaltekischer Präsident
- Espina y Capó, Antonio (1850–1930), spanischer Radiologe
- Espina, Concha († 1955), spanische Schriftstellerin
- Espina, Julián (* 1964), argentinischer Priester, der gewalttätige Aktionen gegen Kunstveranstaltungen organisierte
- Espina, Marcelo (* 1967), argentinischer Fußballspieler
- Espinal de León, Diómedes Antonio (* 1949), dominikanischer Geistlicher, Bischof von Mao-Monte Cristi
- Espinal, Jaime Yusept (* 1984), puerto-ricanischer Ringer
- Espinal, Juan (* 1982), kolumbianischer Politiker, Abgeordneter und stellvertretender Parlamentspräsident
- Espinal, Luis (1932–1980), bolivianischer Jesuitenpater und Menschenrechtsaktivist
- Espinal, Mundito (1934–2015), dominikanischer Journalist, Moderator und Komponist
- Espinar, José Domingo (1791–1865), panamaischer Arzt, Ingenieur und Staatsmann
- Espinàs i Massip, Josep Maria (1927–2023), katalanischer Schriftsteller und Journalist
- Espinas, Alfred (1844–1922), französischer Soziologe und Philosoph
- Espinasse, Esprit (1815–1859), französischer General
- Espinay, Charles d’ († 1591), französischer Geistlicher und Poet
- Espinay, François d’ (1554–1597), französischer Heerführer
- Espinay, Timoléon d’ (1580–1644), französischer Heerführer, Marschall von Frankreich und Ritter der königlichen Orden
- Espinchal, Claude Louis d’ (1686–1770), französischer Aristokrat und Marineoffizier
- Espíndola, Rodrigo (1989–2016), argentinischer Fußballspieler
- Espine, Henri D’ (1895–1982), Schweizer evangelischer Geistlicher und Hochschullehrer
- Espinel, Eduardo (* 1972), uruguayischer Fußballspieler und -trainer
- Espinel, Ileana (1933–2001), ecuadorianische Autorin, Dichterin und Journalistin
- Espinel, Vicente (1550–1624), spanischer Lyriker und Musiker der Barockzeit
- Esping-Andersen, Gøsta (* 1947), dänischer Politologe und SoziologeGøsta Esping-Andersen (* 1947)

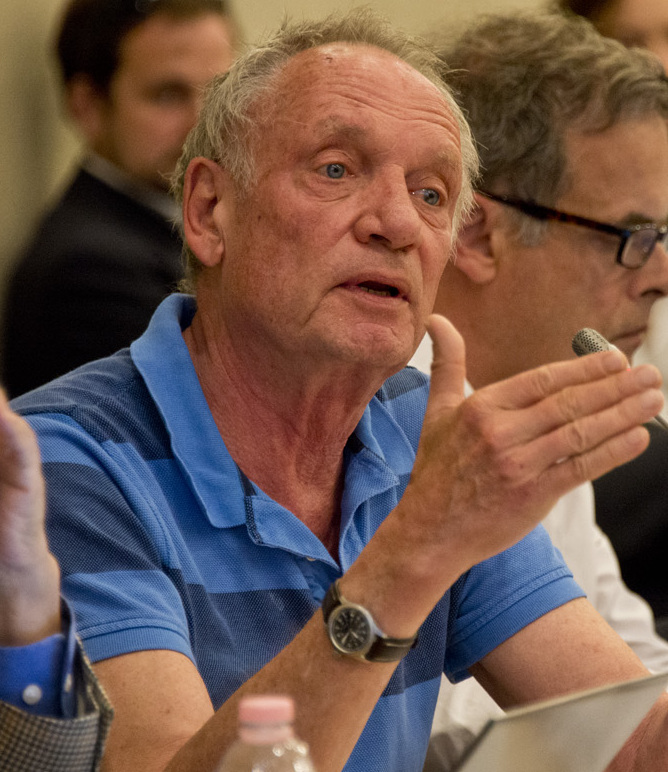
Gøsta Esping-Andersen (* 1947)

- Espinha Ferreira, Miguel (* 1993), portugiesischer Handballspieler
- Espinha, Pedro (* 1965), portugiesischer Fußballspieler
- Espino Relucé, Gonzalo (* 1956), peruanischer Literaturwissenschaftler, Hochschullehrer und Dichter
- Espino y Silva, Alfonso (1904–1976), mexikanischer Geistlicher, Erzbischof von Monterrey
- Espino, Alfonso (* 1992), uruguayischer Fußballspieler
- Espino, Amado (* 1948), philippinischer Politiker
- Espino, Celeste (* 2003), mexikanische Fußballtorhüterin
- Espino, Romeo C. (* 1914), philippinischer General
- Espínola Pérez, Irene (* 1992), spanische Handballspielerin
- Espínola Reyes, Juan Bautista (1894–1923), dominikanischer Musiker und Komponist
- Espínola, Agua Marina (* 1996), paraguayische Radsportlerin
- Espínola, Arnaldo (* 1975), paraguayischer Fußballspieler
- Espínola, Carlos (* 1971), argentinischer Windsurfer und Segler
- Espínola, Rubens Augusto de Souza (1928–2017), brasilianischer Geistlicher, römisch-katholischer Bischof von Paranavaí
- Espinós, Miguel (1947–2006), spanischer Bahnradsportler
- Espinosa Barrera, Fernando (* 1983), mexikanischer Fußballspieler
- Espinosa Cantellano, Patricia (* 1958), mexikanische Diplomatin und Politikerin
- Espinosa Chepe, Óscar (1940–2013), kubanischer Ökonom, Diplomat und Dissident
- Espinosa Contreras, Mario (* 1949), mexikanischer Geistlicher, Bischof von Mazatlán
- Espinosa de los Monteros, María (1875–1946), spanische Frauenrechtlerin
- Espinosa Domínguez, Carlos (1950–2024), kubanisch-spanischer Schriftsteller, Literaturkritiker und Forscher
- Espinosa San Martín, Juan José (1918–1982), spanischer Politiker
- Espinosa y Prieto, Eduardo (1910–1966), mexikanischer Botschafter
- Espinosa y Tello, José (1763–1815), spanischer Seemann, Kartograph und Astronom
- Espinosa, Albert (* 1973), spanischer Drehbuchautor, Dramatiker, Journalist, Schauspieler und Filmregisseur
- Espinosa, Andrés (* 1963), mexikanischer Marathonläufer
- Espinosa, Ángel (1966–2017), kubanischer Boxer
- Espinosa, Bernardo (* 1989), kolumbianischer Fußballspieler
- Espinosa, Carlos (* 1982), chilenischer Fußballspieler
- Espinosa, Daniél (* 1977), chilenisch-schwedischer RegisseurDaniél Espinosa (* 1977)

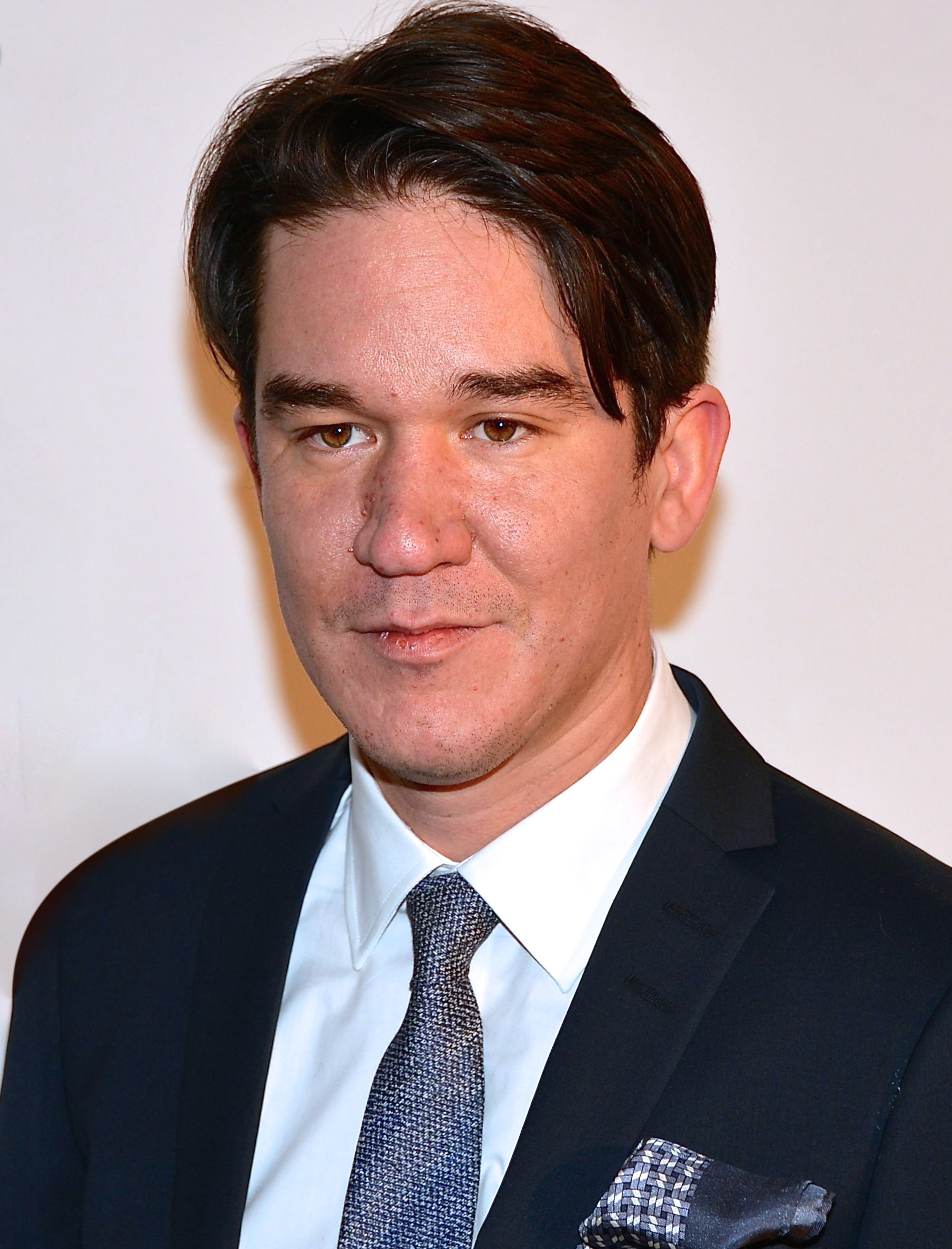
Daniél Espinosa (* 1977)

- Espinosa, Elena (* 1960), spanische Managerin, Politikerin (PSOE) und Ministerin
- Espinosa, Esteban (* 1962), ecuadorianischer Radrennfahrer
- Espinosa, Eucarpio (1867–1934), chilenischer Maler
- Espinosa, Everardo (1893–1946), mexikanischer Fußballspieler und -funktionär
- Espinosa, Gaetano d’ (* 1978), italienischer Violinist und Dirigent
- Espinosa, Jerónimo Jacinto (1600–1667), spanischer Maler
- Espinosa, José Fernando (1891–1965), mexikanischer Fußballspieler und -funktionär
- Espinosa, Juan Bautista de, spanischer Maler
- Espinosa, Juan de, spanischer Musikkritiker und Komponist
- Espinosa, Juan de, spanischer Stilllebenmaler
- Espinosa, Louna (* 1999), französische Schauspielerin
- Espinosa, Luisito (* 1967), philippinischer Boxer
- Espinosa, María Fernanda (* 1964), ecuadorianische Politikerin
- Espinosa, Mariano Antonio (1844–1923), argentinischer Geistlicher, Erzbischof von Buenos Aires
- Espinosa, Mauricio (* 1972), uruguayischer Fußballschiedsrichter
- Espinosa, Pablo (* 1992), spanischer Schauspieler und Sänger
- Espinosa, Paola (* 1986), mexikanische Wasserspringerin
- Espinosa, Pedro (1578–1650), humanistischer Dichter
- Espinosa, Rebeca (* 1992), panamaische Fußballspielerin
- Espinosa, Reynaldo (* 2003), kubanischer Sprinter
- Espinosa, Rod, philippinischer Comicautor und -zeichner
- Espinosa, Romina (* 1988), US-amerikanische Schauspielerin, Sängerin und Autorin
- Espinosa, Sergio (1928–2015), chilenischer Fußballspieler
- Espinosa, Tony, US-amerikanischer Schauspieler
- Espinosa, Valdir (1947–2020), brasilianischer Fußballtrainer
- Espinoza Garza, Miguel Ángel (* 1966), mexikanischer römisch-katholischer Geistlicher, Koadjutorbischof von La Paz en la Baja California Sur
- Espinoza Jiménez, Juan (* 1966), mexikanischer Geistlicher, römisch-katholischer Bischof von Aguascalientes
- Espinoza Mateus, Alfredo (* 1958), ecuadorianischer Ordensgeistlicher und römisch-katholischer Erzbischof von Quito
- Espinoza Navarro, Faustino (1905–2000), peruanischer Schauspieler, Dichter und Dramaturg
- Espinoza, Ahymará (* 1985), venezolanische Kugelstoßerin
- Espinoza, Carlos (1928–2024), chilenischer Fußballspieler
- Espinoza, Carlos (* 1951), peruanischer Radrennfahrer
- Espinoza, Carlos Dávila (1887–1955), chilenischer Politiker, Diplomat und Journalist
- Espinoza, César (1900–1956), chilenischer Fußballspieler
- Espinoza, David (* 1989), US-amerikanischer Bahnradsportler
- Espinoza, Eduardo (* 1958), argentinischer Tangosänger und Schauspieler
- Espinoza, Egbert (* 2004), venezolanischer Hürdenläufer
- Espinoza, Fernando (1949–2023), chilenischer Fußballspieler
- Espinoza, Giovanny (* 1977), ecuadorianischer Fußballspieler
- Espinoza, Gonzalo (* 1990), chilenischer Fußballspieler
- Espinoza, Javier Abril (* 1967), honduranischer Schriftsteller, Poet und Dramatiker
- Espinoza, Jorge Humberto, mexikanischer Fußballtorhüter
- Espinoza, José Ángel (1919–2015), mexikanischer Sänger, Komponist und Schauspieler
- Espinoza, Juan Carlos (* 1991), chilenischer Fußballspieler
- Espinoza, Louie (* 1962), US-amerikanischer Boxer im Feder- und Superbantamgewicht
- Espinoza, María (* 1987), mexikanische Taekwondoin
- Espinoza, Marisol (* 1967), peruanische Politikerin
- Espinoza, Mark Damon (* 1960), US-amerikanischer Schauspieler
- Espinoza, Miguel, nicaraguanischer Radrennfahrer
- Espinoza, Missael (* 1965), mexikanischer Fußballspieler
- Espinoza, Nelson (* 1995), chilenischer Fußballspieler
- Espinoza, Nicolás (1795–1845), konservativer Politiker in der Provinz El Salvador
- Espinoza, Róger (* 1986), honduranischer Fußballspieler
- Espinoza, Rubén (* 1961), chilenischer Fußballspieler
- Espinoza, Salvador (* 1947), mexikanischer Fußballspieler
- Espírito Santo Vieira, Armindo Fernandes do (* 1953), angolanischer Politiker und Diplomat
- Espírito Santo, Alda do (1926–2010), são-toméische Politikerin und Dichterin
- Espírito Santo, Norberto José Maria, osttimoresischer Politiker
- Espírito Santo, Nuno (* 1974), portugiesischer Fußballtorwart und -trainerNuno Espírito Santo (* 1974)

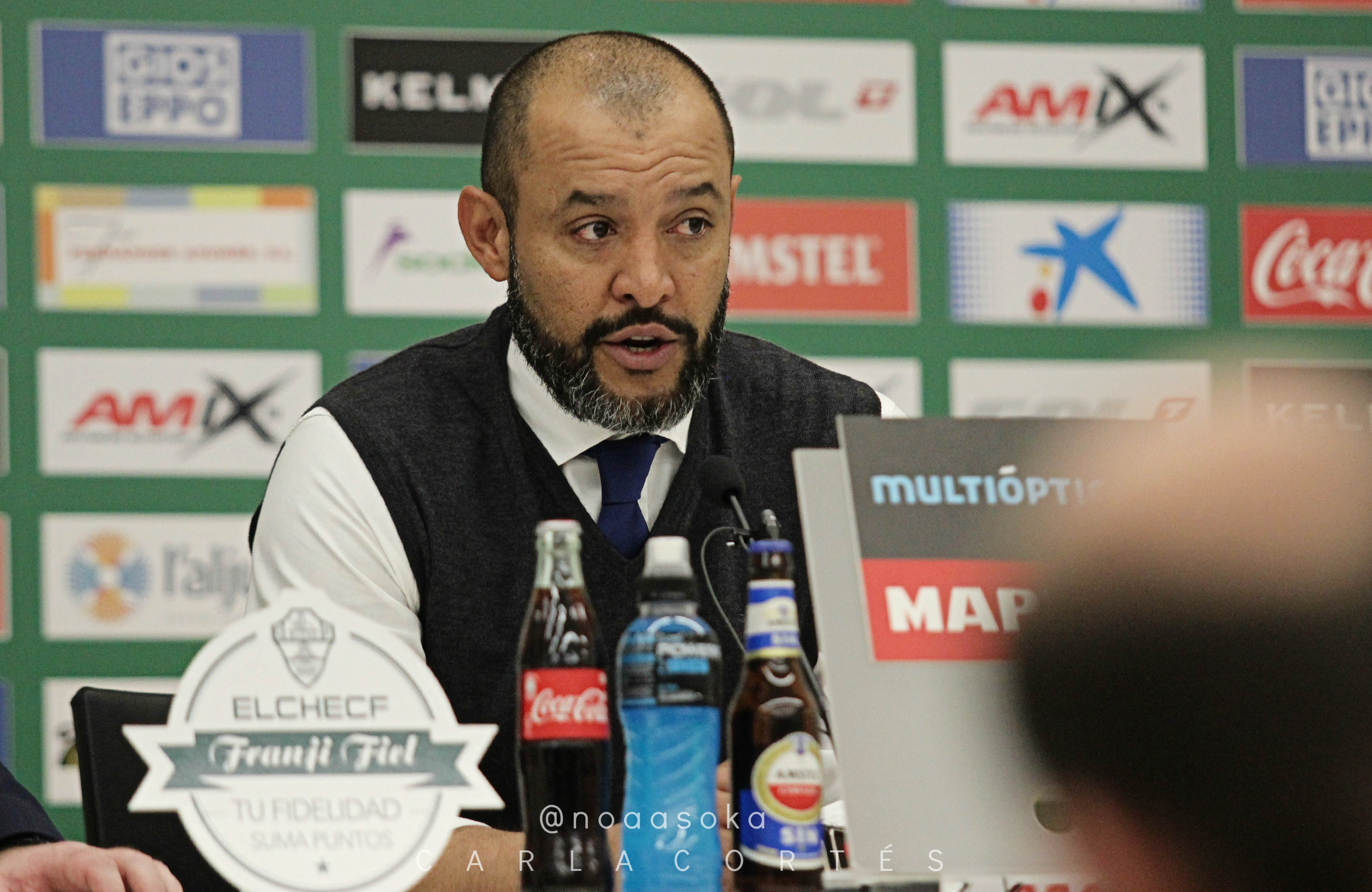
Nuno Espírito Santo (* 1974)

- Espiritu, Arthur (* 1982), philippinisch-US-amerikanischer Opernsänger der Stimmlage Tenor
- Espiritu, Victor (* 1975), philippinischer Bahn- und Straßenradrennfahrer
- Espiritu, Yen Le (* 1963), US-amerikanische Soziologin und Ethnologin
- Espitalier, Georg (1926–2010), deutscher Komponist und Akkordeonist

### Espl
- Esplugues, Miquel d’ (1870–1934), katalanischer Schriftsteller und Kapuziner

### Espm
- Espmark, Fredrik (* 1970), schwedischer Fußballspieler
- Espmark, Kjell (1930–2022), schwedischer Lyriker, Schriftsteller und Literaturhistoriker

### Espo
- Espoile, Raúl Hugo (1889–1958), argentinischer Komponist
- Espoir Atangana, Dieudonné (* 1958), kamerunischer Priester, Bischof von Nkongsamba
- Esponda Macías, Alberto († 1981), mexikanischer Unternehmer und Wirtschaftsprüfer
- Esponda, Richard (* 1969), uruguayischer Boxer
- Espondaburu, Horacio (1855–1902), uruguayischer Maler
- Espósito Castro, Alfredo Mario (1927–2010), argentinischer Geistlicher, Bischof von Zárate-Campana
- Esposito, Adrian (* 1985), australischer Eishockeyspieler
- Esposito, Alessandro (1913–1981), italienischer Organist, Komponist und Musikpädagoge
- Esposito, Alexandre (* 1981), französischer Fußballspieler
- Esposito, Andrea (* 1986), italienischer Fußballspieler
- Esposito, Angelo (* 1989), italo-kanadischer Eishockeyspieler
- Esposito, Antonio (* 1972), Schweizer Fussballspieler
- Esposito, Bruna (* 1960), italienische Bildhauerin und Installationskünstlerin
- Esposito, Chloe (* 1991), australische Pentathletin und Olympiasiegerin
- Esposito, Ciro Michele (1912–1994), italienischer Keramiker und Designer, Gründer der Keramikschule von Santo Stefano di Camastra
- Esposito, Clotilde (* 1997), italienisches Fotomodell und Schauspielerin
- Esposito, Elena (* 1960), italienische Soziologin, Schriftstellerin und Dozentin
- Esposito, Francesco (* 1955), italienischer Ruderer
- Esposito, Francesco Pio (* 2005), italienischer Fußballspieler
- Esposito, Franck (* 1971), französischer Schwimmer
- Esposito, Gaetano (1858–1911), italienischer Genremaler, Freskant und Bildhauer
- Espósito, Genaro (1886–1944), argentinischer Bandoneonist, Gitarrist, Pianist, Komponist und Bandleader
- Esposito, Giancarlo (* 1958), US-amerikanischer Schauspieler und RegisseurGiancarlo Esposito (* 1958)

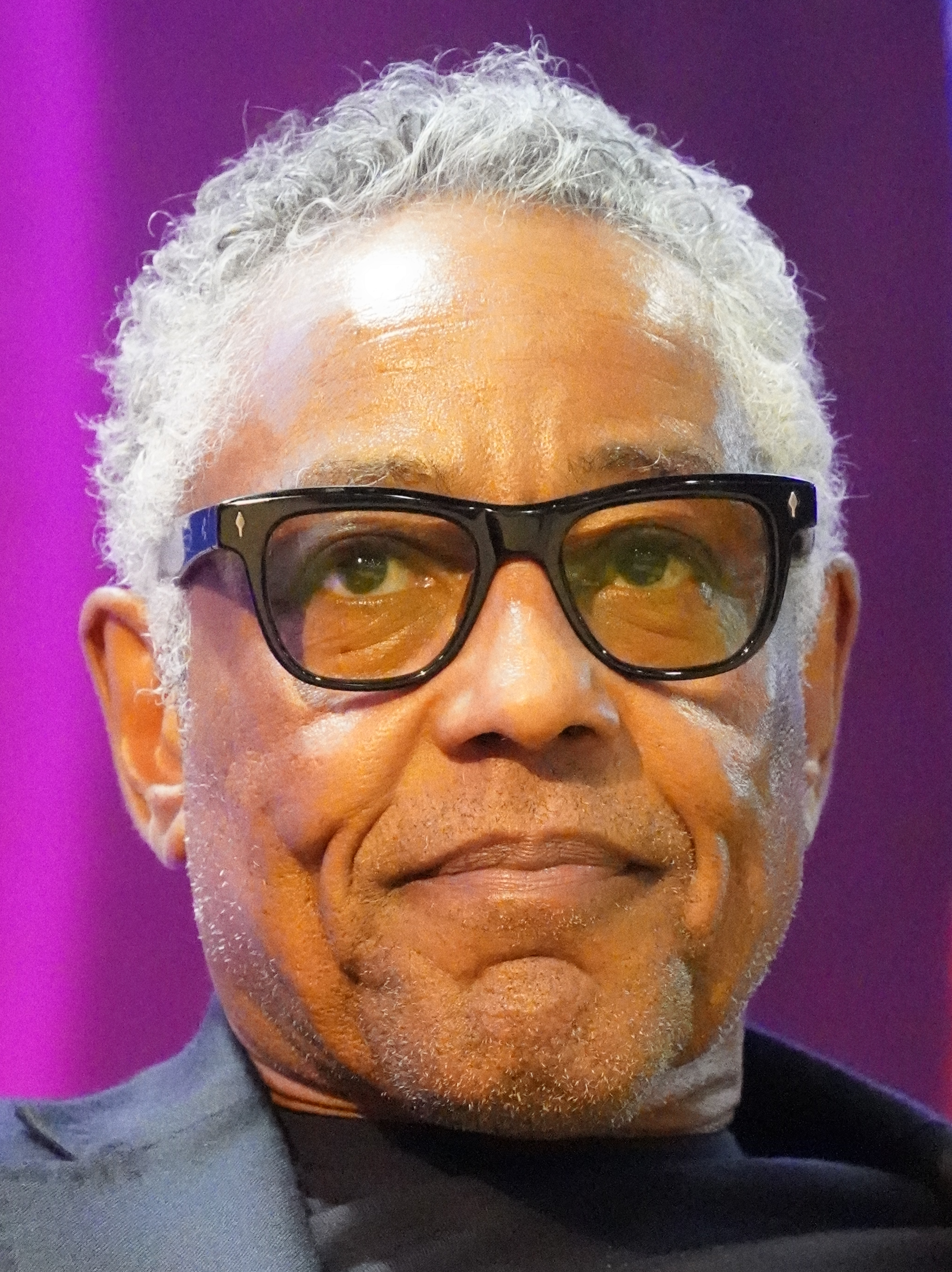
Giancarlo Esposito (* 1958)

- Esposito, Giovanni (* 1970), italienischer Schauspieler
- Esposito, Jennifer (* 1973), US-amerikanische Schauspielerin
- Esposito, Joe (* 1948), US-amerikanischer Sänger
- Esposito, John (* 1953), US-amerikanischer Jazzpianist, Komponist, Arrangeur und Musikproduzent
- Esposito, John L. (* 1940), US-amerikanischer Islamwissenschaftler
- Espósito, Lali (* 1991), argentinische Sängerin, Schauspielerin und Model
- Esposito, Lauren (* 1997), australische Schauspielerin
- Esposito, Manila (* 2006), italienische Turnerin
- Esposito, Marco (* 1980), italienischer Fußballspieler
- Esposito, Mauro (* 1979), italienischer Fußballspieler
- Esposito, Michele (1855–1929), italienischer Pianist, Dirigent und Komponist
- Esposito, Mike (1927–2010), US-amerikanischer Comiczeichner
- Esposito, Monica (1962–2011), italienische Taoismus-Forscherin
- Esposito, Nick, US-amerikanischer R&B- und Jazzmusiker
- Esposito, Phil (* 1942), italo-kanadischer Eishockeyspieler, -trainer und -funktionär
- Esposito, Regula (* 1965), Schweizer Komikerin, Autorin, Schauspielerin, Sängerin, Moderatorin und Regisseurin
- Esposito, Roberto (* 1950), italienischer Philosoph
- Esposito, Romolo (1913–1991), Schweizer Maler, Zeichner, Grafiker, Chefredaktor und Werbefachmann
- Esposito, Salvatore (* 1986), italienischer SchauspielerSalvatore Esposito (* 1986)

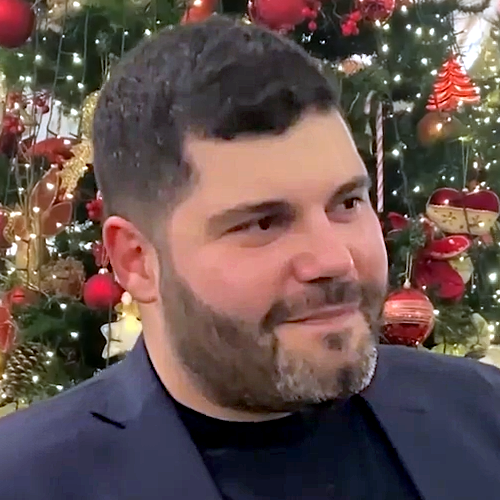
Salvatore Esposito (* 1986)

- Esposito, Salvatore (* 2000), italienischer Fußballspieler
- Esposito, Sebastiano (* 2002), italienischer Fußballspieler
- Esposito, Tony (1943–2021), kanadisch-US-amerikanischer Eishockeytorwart, -funktionär und -scout
- Esposito, Tony (* 1950), italienischer MusikerTony Esposito (* 1950)

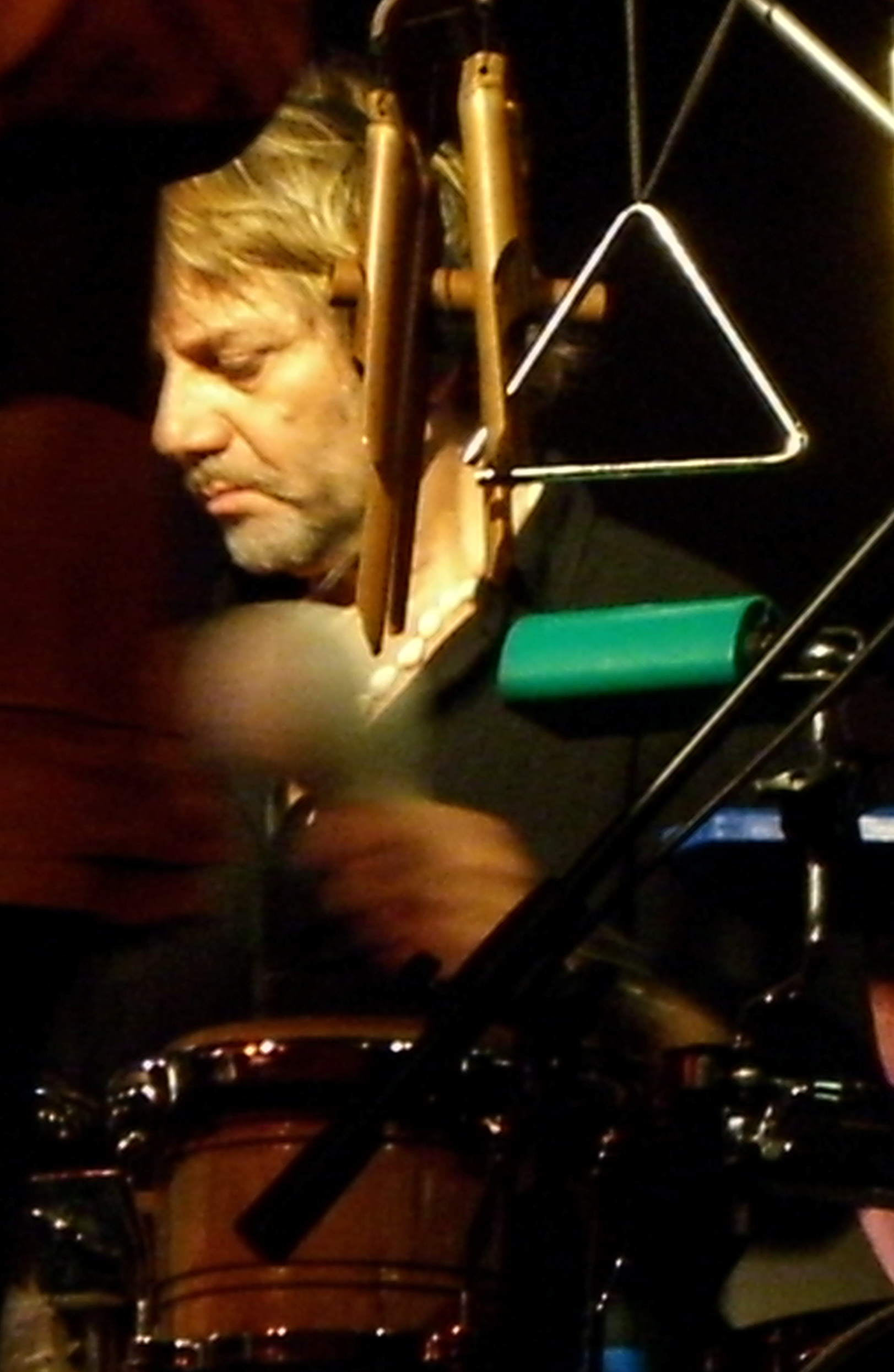
Tony Esposito (* 1950)

- Esposito, Urs (* 1960), Schweizer Architekt
- Esposito-Garcia, Juan (* 1974), argentinisch-US-amerikanischer römisch-katholischer Geistlicher und Weihbischof in Washington
- Espot Miró, Xavier (* 1953), andorranischer Politiker und Diplomat
- Espoz y Mina, Francisco (1781–1836), spanischer General

### Espr
- Espriella Toral, Ricardo de la (* 1934), 37. Präsident von Panama
- Esprit, Jacques (1611–1677), französischer Literat und Moralist, Mitglied der Académie française
- Espriu, Salvador (1913–1985), spanischer Schriftsteller
- Espronceda, José de (1808–1842), spanischer Lyriker

### Espu
- Espuche, Loïc (* 1989), französischer Animator und Filmemacher
- Ešpum, Statthalter von Elam

### Espy
- Espy, James Pollard (1785–1860), US-amerikanischer Meteorologe
- Espy, Mike (* 1953), amerikanischer Politiker
- Espy, Willard R. (1910–1999), US-amerikanischer Schriftsteller